# Митякино (Московская область)
 Митякино  — деревня в городском округе Серебряные Пруды Московской области.

## География
Находится в южной части Московской области на расстоянии приблизительно в 9 километров на юго-восток по прямой от окружного центра поселка Серебряные Пруды.

## История
Известна с 1597 года как пустошь Ивановское Мелгунова, «что была деревней Митяхинское». В 1676 году отмечено 52 крестьянских двора, в 1795 — 43, в 1905 — 43. Село принадлежало разным владельцам, имелась деревянная Казанская церковь, построенная в XVII веке (в 1857 построена новая одноименная церковь, разобрана в 1930-х годах). В советское время работал колхоз им. Чапаева. В 1974 году отмечено 84 двора. В период 2006—2015 годов входила в состав Успенского сельского поселения Серебряно-Прудского района.

## Население
Постоянное население составляло 425 человек (1795), 266 (1958), 314 (1885), 373 (1905), 249 (1974), 69 в 2002 году (русские 91 %), 108 в 2010.